# توت‌فرنگی ویرجینیایی
توت‌فرنگی ویرجینیایی (نام علمی: Fragaria virginiana) نام یک گونه از سرده توت‌فرنگی است.